# Liverovići
Liverovići (cyr. Ливеровићи) – wieś w Czarnogórze, w gminie Nikšić. W 2011 roku liczyła 282 mieszkańców.